# Fluxo bidimensional
O movimento fluido é chamado de fluxo bidimensional quando a velocidade de fluxo em qualquer ponto é paralela a um plano fixo. A velocidade em qualquer ponto relacionado a esse plano fixo deve ser constante. 

## Velocidade de fluxo em fluxos bidimensionais

### Velocidade de fluxo emcoordenadas cartesianas
Considerando um fluxo bidimensional no plano {\displaystyle X-Y}, a velocidade de fluxo em qualquer ponto {\displaystyle (x,y,z)} em um tempo {\displaystyle t} pode ser expressa como –
{\displaystyle {\bar {\boldsymbol {v}}}(x,y,z,t)=v_{x}(x,y,z,t){\hat {\boldsymbol {i}}}+v_{y}(x,y,z,t){\hat {\boldsymbol {j}}}.}

### Velocidade emcoordenadas cilíndricas
Considerando um fluxo bidimensional no plano {\displaystyle r-\theta }, a velocidade de fluxo em qualquer ponto {\displaystyle (r,\theta ,z)} em um tempo {\displaystyle t} pode ser expressa como –
{\displaystyle {\bar {\boldsymbol {v}}}(r,\theta ,z,t)=v_{r}(r,\theta ,z,t){\hat {\boldsymbol {r}}}+v_{\theta }(r,\theta ,z,t){\hat {\boldsymbol {\theta }}}.}

## Vorticidadeem fluxos bidimensionais

### Vorticidade em coordenadas Cartesianas
Vorticidade em fluxos bidimensionais no plano {\displaystyle X-Y}pode ser expressa como –
{\displaystyle {\bar {\boldsymbol {\omega }}}=\omega _{z}{\hat {\boldsymbol {k}}},}
{\displaystyle \omega _{z}={\frac {\partial v_{y}}{\partial x}}-{\frac {\partial v_{x}}{\partial y}}.}

### Vorticidade em coordenadas cilíndricas
Vorticidade em fluxos bidimensionais no plano {\displaystyle r-\theta } pode ser expressa como –
{\displaystyle {\bar {\boldsymbol {\omega }}}=\omega _{z}{\hat {\boldsymbol {k}}}}
{\displaystyle \omega _{z}={\frac {1}{r}}{\frac {\partial }{\partial r}}(r{\frac {\partial \psi }{\partial r}})+{\frac {1}{r^{2}}}{\frac {\partial ^{2}\psi }{\partial r^{2}}}.}

## Fonte e sumidouro bidimensional

### Linha ou ponto de fonte
Uma linha de fonte é uma linha da qual o fluído aparece e fluí contra nos planos perpendiculares a linha. Quando nós consideramos fluxos 2-D (bidimensionais) em um plano perpendicular, uma linha de fonte aparece como um ponto de fonte. Por simetria, nós podemos assumir que o fluido escoa radialmente para fora da fonte. A força da fonte é dada pela taxa de volume do fluxo {\displaystyle Q} que este gera.

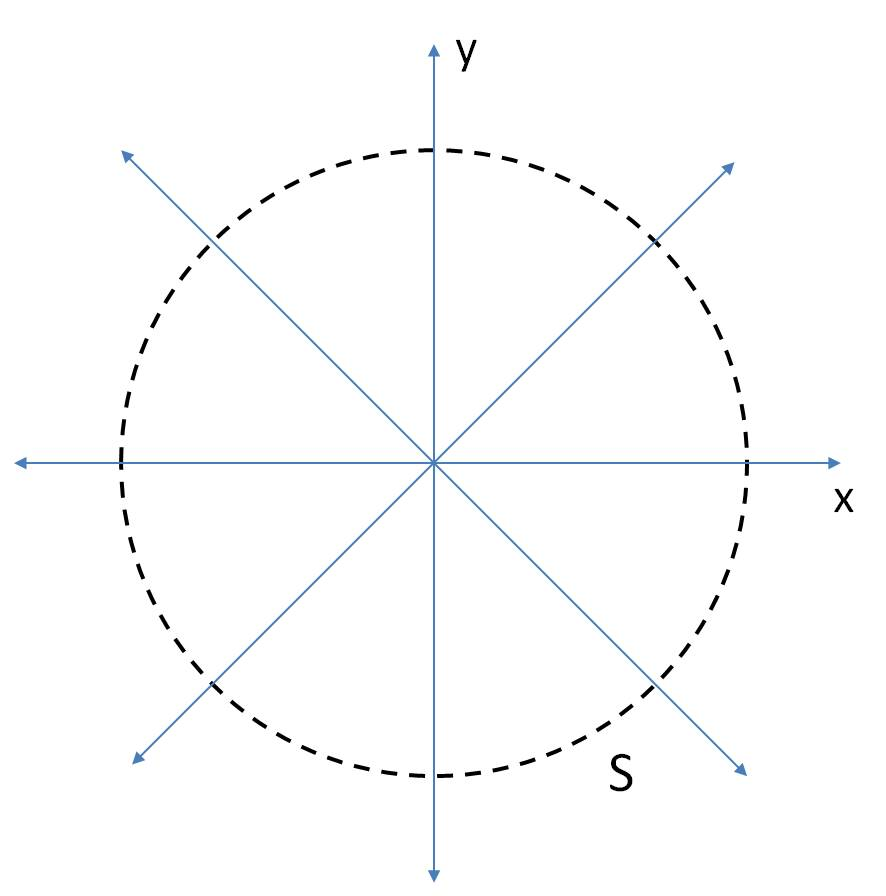
Fig 1 – Linhas de corrente do fluxo geradas pela linha de origem coincidindo com o eixo

### Linha ou ponto de sumidouro
Similar a linha de fonte, a linha de sumidouro é uma linha que absorve o fluído que flui em direção a ela, dos planos perpendiculares e esta. Quando consideramos fontes 2-D no plano perpendicular, se parece com um ponto de sumidouro. Por simetria, nós assumidos que o fluido escoa radialmente em direção a origem. A força do sumidouro é dada pela taxa de volume do fluxo {\displaystyle Q}do fluido que este absorve.

## Tipos de fluxo bidimensional

### Fluxo de fonte uniforme
Um campo de fluxo simétrico direcionado para fora de um ponto comum é chamado um ponto de fonte. O ponto central comum é o ponto de origem descrito acima. O fluido é fornecido a uma taxa constante {\displaystyle Q} da fonte. Conforme o fluido flui para fora, a área de fluxo aumenta. Como resultado, para satisfazer a equação de continuidade, a velocidade diminui e as linhas de corrente se espalham. A velocidade em todos os pontos de uma determinada distância da fonte é a mesma.

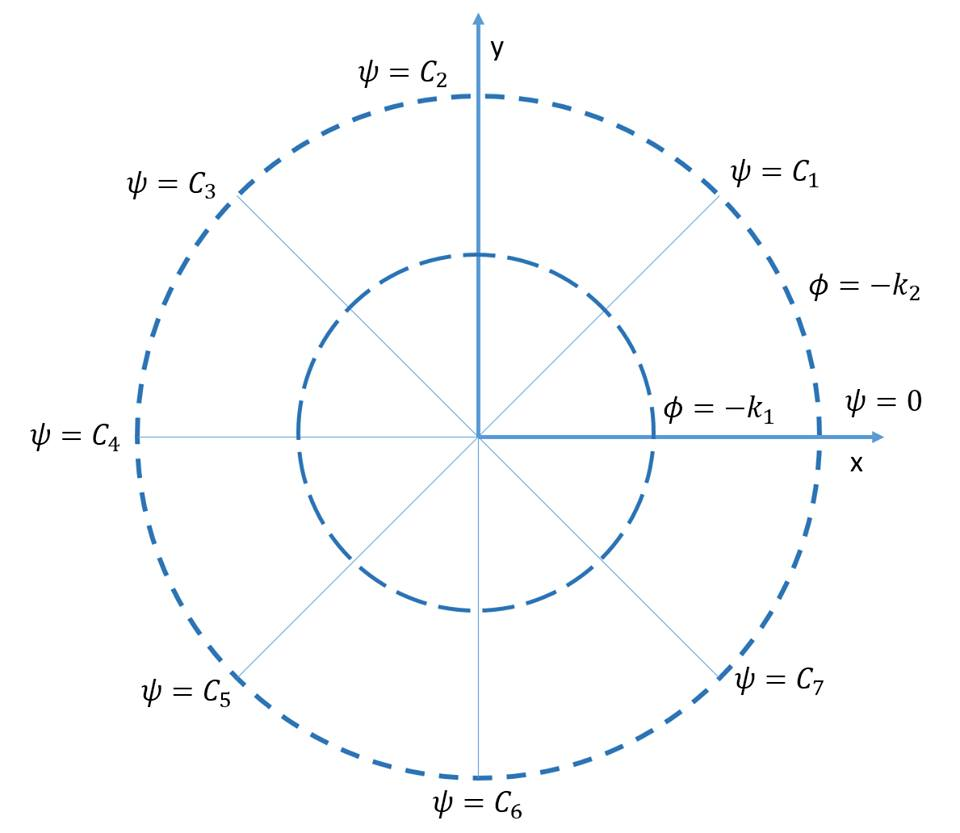
Fig 2 - Linhas de corrente e linhas potenciais para um fluxo de fonte

A velocidade de fluxo do fluido pode ser dada como –
{\displaystyle {\bar {\boldsymbol {v}}}=v_{r}(r){\hat {\boldsymbol {e}}}_{r}.}
Nós podemos derivar a relação entre a taxa de fluxo e a velocidade do fluxo. Considere um cilindro com uma unidade de tamanho, coaxial com a fonte. A taxa a qual a fonte emite o fluido deve ser igual a taxa que o fluido flui para fora da superfície do cilindro.
{\displaystyle \int \limits _{S}{\bar {\boldsymbol {v}}}\cdot {d{\bar {\boldsymbol {S}}}}=2\pi rv_{r}(r)=Q,}
{\displaystyle \therefore \;\;v_{r}(r)={\frac {Q}{2\pi r}}.}
A função da corrente associada com o fluxo fonte é –
{\displaystyle \psi (r,\theta )={\frac {Q}{2\pi }}\theta .}
O fluxo constante do ponto de fonte é irrotacional, e pode ser derivado da velocidade potencial. A velocidade potencial é dada por –
{\displaystyle \phi (r,\theta )={\frac {Q}{2\pi }}\ln r.}

### Fluxo de sumidouro uniforme
Fluxo de sumidouro é o oposto de fluxo de origem. As linhas de corrente são radiais, direcionadas ao centro da origem. Conforme chega-se perto do sumidouro, a área de fluxo diminui. Para satisfazer a equação de continuidade, as linhas de corrente são agrupadas mais perto umas das outras e a velocidade aumenta conforme se chega mais perto da origem. Assim como na origem do fluxo, a velocidade em todos os pontos equidistantes do sumidouro é igual.

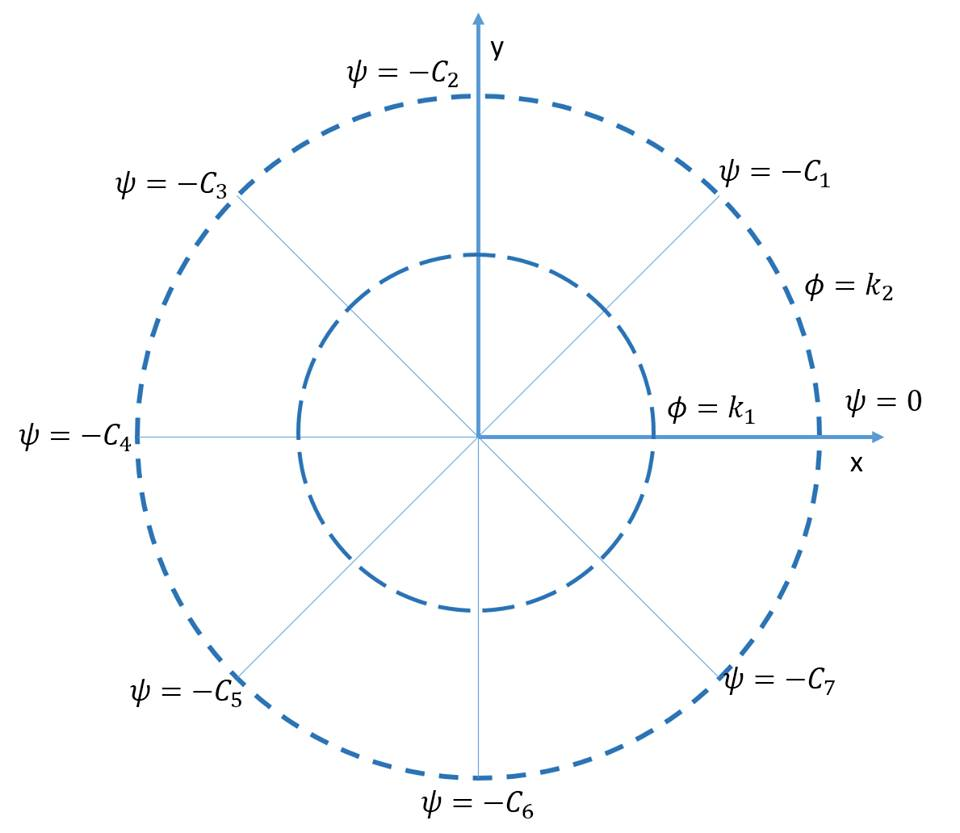
Fig 3 – Linhas de corrente e linhas potenciais para um fluxo de sumidouro

A velocidade do fluxo em volta do sumidouro pode ser dada por –
{\displaystyle {\bar {\boldsymbol {v}}}=-v_{r}(r){\hat {\boldsymbol {e}}}_{r},}
{\displaystyle v_{r}(r)={\frac {Q}{2\pi r}}.}
A função de corrente associada com o fluxo do sumidouro é –
{\displaystyle \psi (r,\theta )=-{\frac {Q}{2\pi }}\theta .}
O fluxo em volta da linha do sumidouro é irrotacional e pode ser derivada da velocidade potencial. A velocidade potencial em volta do sumidouro pode ser dada por –
{\displaystyle \phi (r,\theta )=-{\frac {Q}{2\pi }}\ln r.}

### Vórtice irrotacional
Um vórtice é a região de onde o fluído fluí em volta do seu eixo imaginário. Para um vórtice irrotacional, o fluxo em cada ponto é tal que uma pequena partícula colocada nele passa por uma translação pura e não gira. A velocidade varia inversamente com o raio neste caso. A velocidade tende ao {\displaystyle \inf } quando {\displaystyle r=0}, que é a razão para o centro ser um ponto singular. A velocidade é matematicamente expressada por –
{\displaystyle {\boldsymbol {v}}=v_{\theta }{\hat {\boldsymbol {e}}}_{\theta },}
{\displaystyle v_{\theta }={\frac {K}{2\pi r}}.}
Como o fluido flui em volta do seu eixo,
{\displaystyle v_{r}=0.}
A função de corrente para vórtices irrotacionais é dada por –
{\displaystyle \psi =-{\frac {K}{2\pi }}\ln r.}
Enquanto que a velocidade potencial é expressa como –
{\displaystyle \phi =-{\frac {K}{2\pi }}\theta .}
Para as fontes de encerramento com curva fechada, circulação (linha integral do campo de velocidade) {\displaystyle \Gamma =K} e para qualquer outra curva fechada, {\displaystyle \Gamma =0}

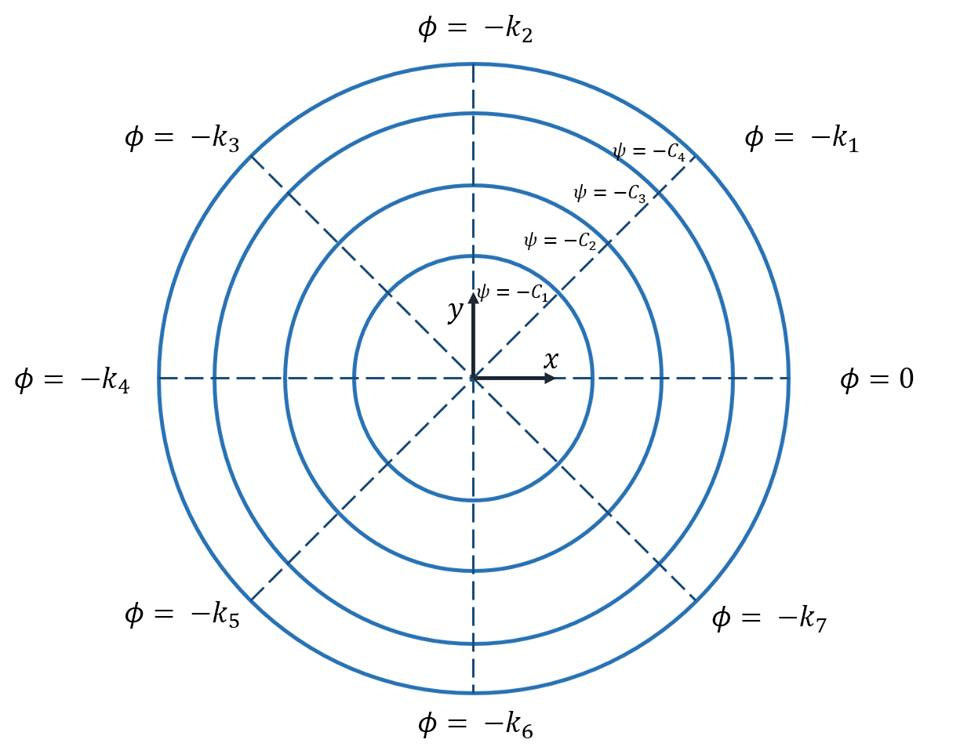
Fig 4 – Linhas de corrente e linhas potenciais para um vórtice irrotacional

### Dipolo
Um dipolo pode ser pensado como a combinação da fonte com o sumidouro de forças iguais mantidos a uma distância infinitamente pequena. Assim as linhas de corrente podem ser vistas como o começo e o fim no mesmo ponto. A força do dipolo feito pela fonte e sumidouro de força {\displaystyle Q} mantidos a uma distância {\displaystyle ds} é dada por –
{\displaystyle \Lambda =Q{\frac {ds}{2\pi }}.}
A velocidade de fluxo do fluido pode ser expressa como –
{\displaystyle {\boldsymbol {v}}=v_{r}{\hat {\boldsymbol {e}}}_{r}+v_{\theta }{\hat {\boldsymbol {e}}}_{\theta },}
{\displaystyle v_{r}=-{\frac {\Lambda }{r^{2}}}\cos \theta ,}
{\displaystyle v_{\theta }={\frac {-\Lambda }{r^{2}}}\sin \theta .}

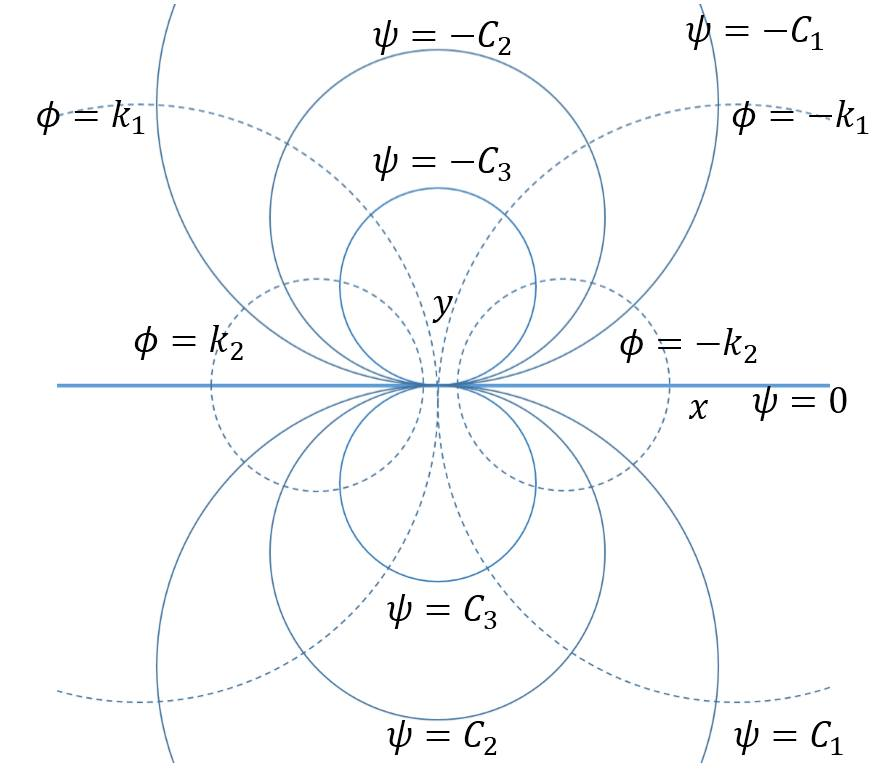
Fig 5 - Linhas de corrente e linhas potenciais para um dipolo

As equações e a plotagem são para a condição limite de {\displaystyle ds\rightarrow 0}
O conceito de dipolo é muito similar ao de dipolos elétricos e imãs dipolos em eletrodinâmica.

## Referência
- "Fonte:< Charles Fitts,Águas Subterrâneas, editora: Elsevier Brasil, 2015. ISBN 9788535277456>"
- "Fonte:<Manuel de Matos Fernandes,Mecânica dos Solos- Introdução á Engenharia Geotécnica,editora: feupedicoes,2011. ISBN 9789727521364>"

- "Fonte:<Carlos de Sousa Pinto,Curso Básico de Mecânica dos Solos em: 16 aulas,editora:Oficina de Textos,2006. ISBN 9788586238512>"

## Ligações Externas
- Two-dimensional sources and sinks
- Cap. VII Escoamentos Potênciais Bidimensionais
- Movimento de Agua nos Solos